# Džersi
Džersi (originalno Jersey)  mehka, pogosto elastična tkanina pletena iz volne, bombaža, svile ali sintetičnih vlaken. 
Izgled je podoben kot pri tkaninah s plitvimi rebri. Uporabljajo ga predvsem za izdelavo ženskih vrhnjih oblačil.
Ime izvira iz Jerseyja, najbolj znanega in največjega otoka v Rokavskem prelivu, kjer so prvi pridobivali to tkanino.
Po tkanini je nastala tudi angleška beseda za »majico«, ki jih med kolesarskimi dirkami nosijo trenutno vodilni v določenih kategorijah (npr. rumena majica).